# Pasul Ciumârna
Pasul Ciumârna (numit și Pasul Palma), este o trecătoare situată pe DN17A la 1100 m altitudine și, care traversează Obcina Mare leagând Valea Moldoviței de Podișul Sucevei.

## Date geografice

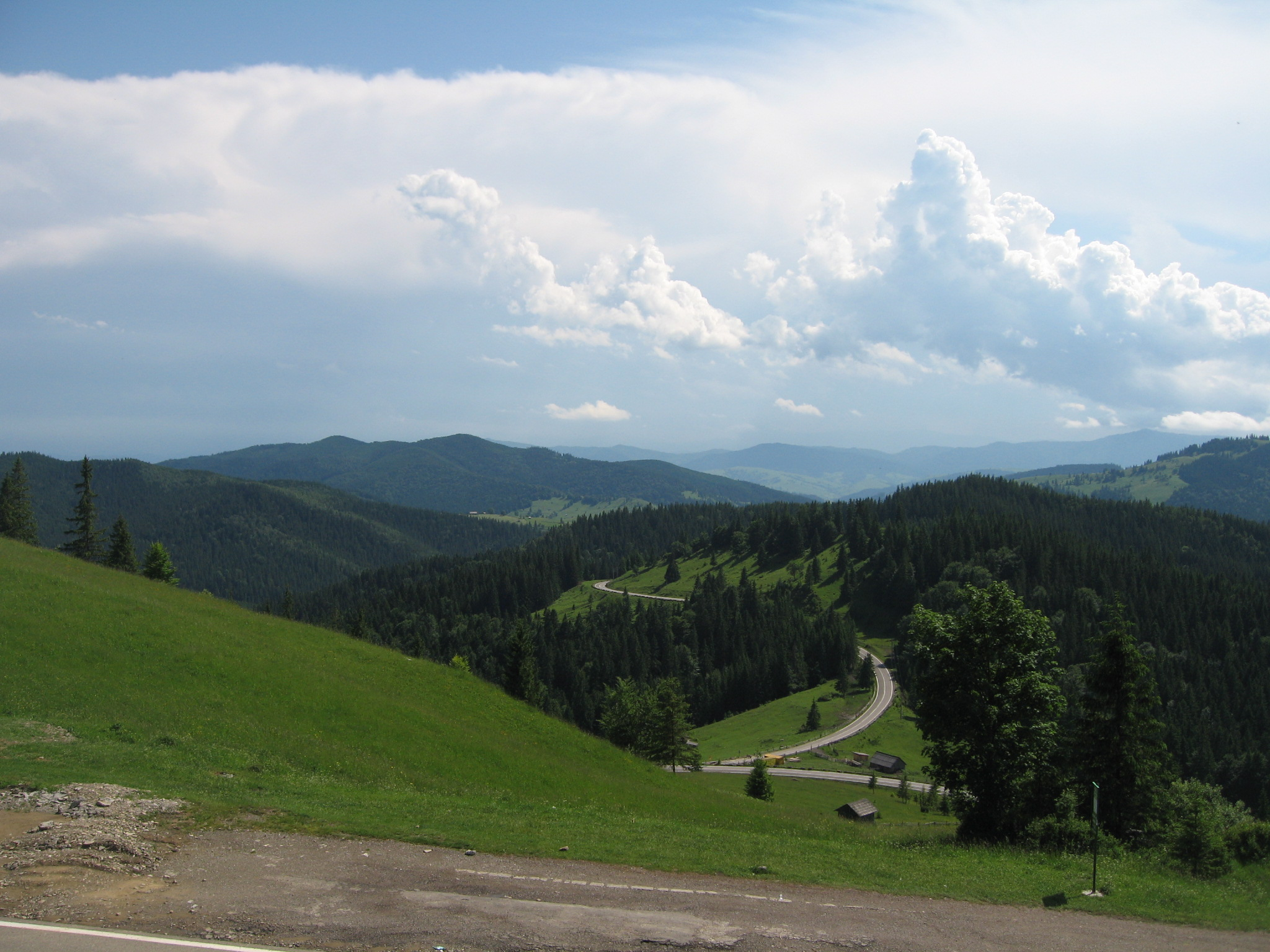
Privelişte din pasul Pasul Ciumârna

Trecătoarea este situată pe culmea dintre vârfurile Poiana Prislop (1180 m altitudine, spre sud-est) și Poiana Ursului (1130 m altitudine, spre nord-vest), între localitățile Sucevița (spre nord-est) și Ciumârna (la sud-vest).
Cele mai apropiate stații de cale ferată sunt la Rădăuți respectiv la Vama.
În continuare spre Câmpulung Moldovenesc DN17A traversează Pasul Curmătura Boului (Trei Movile) din
Obcina Feredeului.

## Repere

„Palma” din Pasul Ciumârna

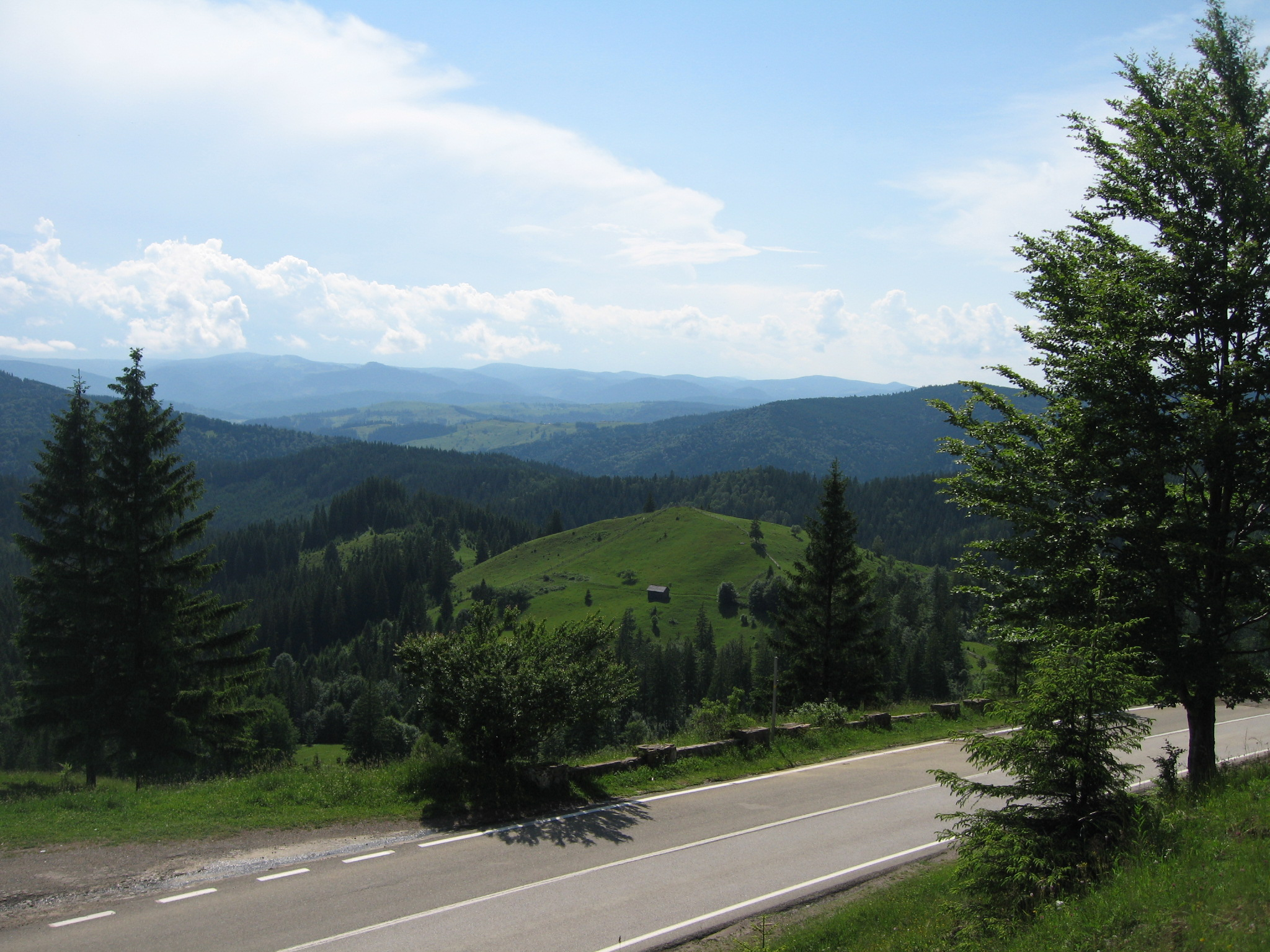
Privelişte din pasul Pasul Ciumârna

În punctul cel mai înalt din trecătoare este ridicat un monument de forma unei palme umane numit chiar  Palma. Acesta este un simbol al muncii și al forței în amintirea momentului din 1968 când cele două echipe de constructori de drumuri care s-au întâlnit aici venind din direcții opuse, și-au strâns mâinile în semn de terminare a șoselei și de depășire a dificultăților aceastei lucrări.

## Obiective turistice situate în apropiere
- Mănăstirea Sucevița
- Mănăstirea Moldovița